# Straszów (przystanek kolejowy)
Straszów – zlikwidowany przystanek kolejowy a wcześniej stacja kolejowa w Straszowie na linii kolejowej nr 380 Jankowa Żagańska – Lodenau, w powiecie żarskim, w województwie lubuskim, w Polsce.